# ウォードロー
ウォードローは、アメリカ合衆国のプロレスラー。

## 得意技

### フィニッシュ・ホールド
F10
ファイヤーマンズキャリーで相手を両肩に担ぎ、その場で横回転しながら勢いよく相手を放り投げて、相手は顔面からマットに叩きつける回転数多めの変形F5。
パワーボム
 カジュアルティ・オブ・ウォー
自らの左手で相手の喉元を掴んでコーナー・セカンドロープ上に乗せて、相手の喉元を掴んだその手を離すことで落下してきた相手の顔面に右膝を叩き込む。「高角度式・変形ニー・リフト」。技名は「戦争の犠牲者」の意味。
オール・ディーロング
通常版、雪崩式の2種類を使用。

### 打撃技
エルボー
エルボー・スタンプ
バックエルボー
バック・ハンドチョプ
クローズライン
ナックルパンチ
馬乗りパンチ
ドロップキック
スーパーキック
延髄斬り
ストンピング
ニーリフト
ビッグブーツ
スピアー
ショルダー・ブロック

### 投げ技
スープレックス
バーティカル・プレックス
スーパープレックス
バック・スープレックス
ジャーマンスープレックス
ハリケーン・ドライバー
通常版、雪崩式の2種類を使用。
DDT
ベリー・トゥー・ベリー・スープレックス
スロイダー
スパインバスター
アラバマ・スラム
パワースラム
チョークスラム
ヒスパニック・バスター
「カウンター式変形ポップアップ・チョークスラム」。
走りこんできた相手に対して間髪を入れず、一瞬で一気に持ち上げ、叩きつける。
ボディースラム

ミリタリー・プレス
相手の体を高々と頭上まで抱え上げ、強烈に叩き落す。
ランニング・パワースラム
変形アバランシュ・ホールド。相手を肩に担ぎ上げ、体重を浴びせて叩き付ける。
ガン・スティンガー
横抱き状態から相手の身体をサイドに振ってロックボトムに移行する。

### 関節技
ボストンクラブ
ハーフボストン・クラブ

## タイトル歴
AEW
- AEW・TNT王座 : 1回（第12代）